# كروتوناوات
كروتوناوات (الاسم العلمي: Crotonoideae) هي أسرة نباتية تتبع الفصيلة الفربيونية من رتبة الملبيغيات.

## التصنيف
- قبيلة الكروتوناوية
- قبيلة الألوريتاوية
  - تحت قبيلة الألوريتينة
    - جنس الألوريت
    - جنس الورنيشة
- قبيلة المكرانداوية
- قبيلة الجتروفاوية
- قبيلة الكوديماوية

## أجناس
- كروتون
- هيفيا
- مكراندا